# Войцехово (Яроцинський повіт)
Войцехово (пол. Wojciechowo) — село в Польщі, у гміні Ярачево Яроцинського повіту Великопольського воєводства.
Населення — 452 особи (2011).
У 1975-1998 роках село належало до Каліського воєводства.

## Демографія
Демографічна структура станом на 31 березня 2011 року:
|          | Загалом | Допрацездатний вік | Працездатний вік | Постпрацездатний вік |
| -------- | ------- | ------------------ | ---------------- | -------------------- |
| Чоловіки | 217     | 38                 | 166              | 13                   |
| Жінки    | 235     | 55                 | 130              | 50                   |
| Разом    | 452     | 93                 | 296              | 63                   |